# Церковников, Юрий Александрович
Юрий Александрович Церковников (5 января 1928, Москва — 13 декабря 2008, там же) — российский и советский физик-теоретик, доктор физико-математических наук, специалист в области неравновесной термодинамики, теории сверхтекучести и сверхпроводимости, теории магнетизма, ведущий научный сотрудник Математического института им. В. А. Стеклова РАН (МИАН).

## Научная деятельность
Основные направления исследований: неравновесные свойства неидеальных бозе-систем, двухвременные температурные функции Грина, разработка методов решения бесконечных цепочек уравнений для корреляционных функций, позволяющих выйти за рамки обычной теории возмущений по взаимодействию. Внёс крупный вклад в развитие метода двухвременных функций Грина.

## Избранные публикации
- Церковников Ю. А. Молекулярная гидродинамика вырожденного слабонеидеального бозе-газа I. // ТМФ, 1992, 93, 412—465.
- Церковников Ю. А. Молекулярная гидродинамика вырожденного слабонеидеального бозе-газа II. // ТМФ, 1995, 105, 77—129.
- Церковников Ю. А. Двухвременные температурные функции Грина в кинетической теории и молекулярной гидродинамике I. // ТМФ, 1999, 118, 105—125.
- Церковников Ю. А. Двухвременные температурные функции Грина в кинетической теории и молекулярной гидродинамике II. // ТМФ, 1999, 119, 142—166.
- Церковников Ю. А. Двухвременные температурные функции Грина в кинетической теории и молекулярной гидродинамике III. // ТМФ, 2001, 129, 432—463.